# Matt Ross
Matthew Brandon « Matt » Ross est un réalisateur, scénariste et acteur américain né le 3 janvier 1970 à Greenwich, dans le Connecticut (États-Unis).
Il est le réalisateur et scénariste du film Captain Fantastic, pour lequel il remporte le prix de la mise en scène dans la catégorie Un certain regard au Festival de Cannes 2016.
En tant qu'acteur, il est également connu pour son rôle de Gavin Belson, fondateur et PDG de Hooli[réf. souhaitée], une puissante entreprise américaine fictive issue de la série télévisée à succès, Silicon Valley.

## Biographie
Matt Ross est né le 3 janvier 1970 à Greenwich, Connecticut (États-Unis).
Il a étudié et est diplômé de Julliard School.

### Vie privée
Il est marié à Phyllis Grant. Ils ont deux enfants, Isabel et Dashiell Ross.

## Filmographie

### Cinéma

#### Comme acteur
- 1989 : Desperation Rising : Junkie
- 1994 : PCU (en) de Hart Bochner : Raji
- 1995 : L'Armée des douze singes (12 Monkeys) de Terry Gilliam : Bee
- 1996 : Ed's Next Move : Eddie
- 1997 : Volte-face (Face/Off) de John Woo : Loomis
- 1998 : L'Héritage de Malcolm (Homegrown) de Stephen Gyllenhaal : Ben Hickson
- 1998 : Les Derniers jours du disco (The Last Days of Disco) de Whit Stillman : Dan Powers
- 1998 : You Are Here : Le jeune à l'épicerie
- 1999 : Les Aiguilleurs (Pushing Tin) de Mike Newell : Ron Hewitt
- 2000 : American Psycho de Mary Harron : Luis Carruthers
- 2000 : Company Man de Peter Askin et Douglas McGrath : Danny
- 2001 : Les Visiteurs en Amérique (Just Visiting) de Jean-Marie Poiré : Hunter Cassidy
- 2001 : Dust (Prašina) de Milcho Manchevski : Stitch
- 2003 : Bye Bye Love (en anglais, Down with Love) de Peyton Reed : J.B.
- 2004 : Aviator de Martin Scorsese : Glenn Odekirk
- 2005 : Good Night and Good Luck de George Clooney : Eddie Scott
- 2006 : Vacances sur ordonnance (Last Holiday) de Wayne Wang : Adamian

### Télévision

#### Séries télévisées
- 1997 : La vie à cinq (Party of Five) : Aaron Hughes
- 1997 : Oz : Officier Anthony Nowakowski
- 1999 : New York 911 : Leonard
- 2002 : Rose Red : Emery Waterman
- 2003 : Les anges du bonheur (Touched by an Angel) : Pete Rowley
- 2003 : Six Feet Under : Daniel Showalter
- 2003 : Voilà ! (Just Shoot Me !) : Adam
- 2005 : Les Experts : Miami (CSI : Miami) : Dr Paul Burton
- 2005 : Bones : Neil Meredith
- 2006 : Invasion : Vince
- 2006 : Justice : Procureur Stormer
- 2006 - 2011 : Big Love : Alby Grant
- 2010 : Les Experts (CSI : Crime Scene Investigation) : Charlie DiMasa
- 2011 / 2015 : American Horror Story : Charles Montgomery
- 2012 : Magic City : Jack Klein
- 2013 : Revolution : Titus Andover
- 2014 - 2019 : Silicon Valley : Gavin Belson

#### Téléfilms
- 1997 : Meurtre à l'esprit (A Deadly Vision) de Bill Norton : Le tueur
- 1997 : Le Crépuscule des braves (Buffalo Soldiers) de Charles Haid : Capitaine Calhoun
- 2013 : Une voix en or, un destin tragique (Ring of Fire) d'Allison Anders : Johnny Cash

### Comme réalisateur
- 1997 : The Language of Love (court métrage) (également scénariste)
- 2009 : Human Resources (court métrage) (également scénariste, directeur de la photographie et monteur)
- 2012 : 28 Hotel Rooms (long métrage) (également scénariste)
- 2016 : Captain Fantastic (long métrage) (également scénariste)
- 2018 - 2019 : Silicon Valley (saison 5, épisode 6), (saison 6 épisode 6)
- 2022 : Gaslit (mini-série)

## Distinctions
- 2016 : Prix de la mise en scène dans la section Un Certain Regard au Festival de Cannes 2016 pour Captain Fantastic
- 2016 : Prix du jury et Prix du public au Festival du cinéma américain de Deauville 2016 pour Captain Fantastic